# Policy
En policy är en avsiktsförklaring för att styra beslut i en önskad riktning. Termen används såväl inom privat som offentlig sektor. EU:s regionala utvecklingsperspektiv och Carterdoktrinen är exempel på policydokument. Policyer används för att underlätta styrning av ett sakområde. Till skillnad från lagar är policyns verkansområde begränsat till den organisation som antagit policyn.
En policy kan vägleda en verksamhet i beslut av subjektiv karaktär, i dessa fall är utformningen av policyn mer principiell. En policy kan också vägleda en verksamhet i beslut av objektiv karaktär, i sådana fall är policyn mer explicit i sin utformning.
Policyer kan användas exempelvis i utarbetandet av olika program, inriktningsmål, ekonomiska prioriteringar och annat beslutsfattande beroende av vad de får för konsekvens för organisationen. Policyer kan ses som politiska, organisatoriska, ekonomiska och administrativa mekanismer som skapats för att nå ett eller flera mål.

## Problem med policyer
Principiella policyer tenderar att bli tandlösa om de saknar koppling till givna mål. I dessa fall flyttas den implicita makten i beslutsfattandet från den som ska tillämpa policyn till den som har tolkningsföreträde avseende policyn.
En explicit policy kan orsaka svårighet att fatta beslut i önskad riktning. En policy med alltför specifika krav kan vara omöjlig att efterleva när den utformas för en grupp av organisationer med olika förutsättningar och storlek, alternativt ge oönskad effekt, exempelvis kostnadsökningar.